# Dawn Escapes
| Críticas profissionais | Críticas profissionais |
| Avaliações da crítica  | Avaliações da crítica  |
| Fonte                  | Avaliação              |
| ---------------------- | ---------------------- |
| allmusic               | link                   |
| Jesus Freak Hideout    | link                   |

Dawn Escapes é o segundo álbum de estúdio da banda Falling Up, lançado a 25 de outubro de 2005.

## Faixas
1. "Searchlights" — 3:35
2. "Exhibition" — 3:40
3. "Flights" — 2:53
4. "Exit Calypsan (Only In My Dreams)" — 3:23
5. "Contact" — 4:00
6. "Moonlit" — 3:32
7. "Cascades" — 3:26
8. "Meridians" — 3:49
9. "Lights of Reedsport" — 3:00
10. "Marathons" — 3:16
11. "Fearless" — 3:58
12. "Into the Gravity" — 3:10

## Desempenho nas paradas musicais
| Parada musical (2005)                 | Posição |
| ------------------------------------- | ------- |
| Estados Unidos - Top Christian Albums | 13      |
| Estados Unidos - Top Heatseekers      | 4       |
| Estados Unidos - Billboard 200        | 173     |